# Dirk Wolf (Fußballspieler)
Dirk Wolf (* 4. August 1972 in Marburg) ist ein ehemaliger deutscher Fußballspieler und -trainer.

## Vereinskarriere
Aufgewachsen in Argenstein, begann Dirk Wolf seine Fußballerkarriere beim dortigen SC Roth/Argenstein (heute: FSG Südkreis), ehe er noch als Jugendlicher zum VfL Marburg wechselte.
Seine erste Station als Profispieler war Eintracht Frankfurt, wo er von 1991 bis 1995 und nochmals in der Saison 1997/98 spielte. Dazwischen war er zwei Jahre bei Borussia Mönchengladbach aktiv. Von 1998 bis 2000 war der damalige Zweitligist FC St. Pauli, von Beginn des Jahres 2002 bis 2003 der Oberligist FSV Frankfurt sein Arbeitgeber.
Zwischen 2003 und 2006 spielte Wolf beim SV Darmstadt 98 in der Regionalliga Süd, seit 2006 bei Germania Ober-Roden. Nach dem Aufstieg Ober-Rodens in die Oberliga Hessen fungierte er dort bis Oktober 2007 als Trainer. In der Rückrunde der Saison 2007/08 war Wolf Spieler-Co-Trainer bei der 2. Mannschaft des SV Darmstadt 98, die in der Landesliga Hessen Süd spielte, in enger Zusammenarbeit mit Trainer Živojin Juškić. Ab der Saison 2008/09 war Wolf alleiniger Trainer des SV Darmstadt 98 II, deren Mannschaft in der Verbandsliga Süd spielte. Mit seinem ehemaligen Spieler- und Trainerkollegen ist er seit einigen Jahren aktiv bei der TS Ober-Roden tätig. Seit der Saison 2016/2017 steht er dem neuen Trainer der ersten Mannschaft, Daniel Nister, als Co-Trainer zur Seite.

### Bilanz
Wolf stand in 49 Bundesligaspielen sowie in 72 Spielen in der 2. Bundesliga auf dem Platz. Dabei kam er auf insgesamt vier Treffer, alle in der 2. Liga. Außerdem bestritt er ein Viertelfinalspiel im UEFA-Pokal.

## Sonstiges
Während seiner Zeit bei Eintracht Frankfurt stellte Wolf einen vorübergehenden Rekord auf, als er von seinem Bundesliga-Debüt am 11. Oktober 1991 bis zum 28. August 1994 in 22 Spielen ungeschlagen blieb. Übertroffen wurde dieser Rekord 14 Jahre später von Michael Rensing, der 27 Mal ohne Niederlage vom Feld ging und damit Wolf als besten Bundesligadebütanten ablöste.